# El atleta (Rodin)
El atleta es una escultura de Auguste Rodin hecha en Francia entre 1901 y 1904 con bronce con pátina negra. Sus medidas son 39,4 × 27,5 × 24,3 cm.
Rodin trabajó con Samuel Stockton White III miembro del equipo de gimnasia de las universidades de Princeton y Cambridge. Así relata su experiencia trabajando con el artista:

«...me hacía ir y venir dentro de su estudio para que me pudiera ver desde diferentes ángulos. Finalmente me pidió que adoptara una actitud natural y me instalara como yo lo deseara. Me senté sobre una silla, en la posición más simple y natural, recargando mis brazos sobre mis piernas [...] Esa posición agrado a Rodin quien comenzó a trabajar inmediatamente [...] con un sentido infinito de los detalles»

Entre 1901 y 1904 se concibieron las obras de «El atleta» y «El atleta americano», el cual muestra mayor exageración en los músculos y la cabeza gira hacia el lado derecho y que Rodin obsequió al modelo como muestra de agradecimiento. A pesar de las numerosas versiones conocidas de la obra, esta puede ser catalogada como una de las menos difundidas de Rodin, en comparación con otras esculturas de su autoría.